# Indy Lights 2001
De 2001 CART PPG/Dayton Indy Lights Kampioenschap Gesponsord door Buick was het zestiende kampioenschap van de Indy Lights.

## Teams en Rijders
Alle teams reden met een Lola T97/20-chassis en met een 3.5 L Buick V6-motor.
| Team                 | Nr | Rijder              | Sponsor(s)                      | Opmerkingen                                  |
| -------------------- | -- | ------------------- | ------------------------------- | -------------------------------------------- |
| Brian Stewart Racing | 2  | Larry Mason         | King Taco / Trench Shoring      | Reed alleen in Long Beach                    |
| Brian Stewart Racing | 3  | Andy Booth          |                                 | Reed alleen in Long Beach                    |
| Conquest Racing      | 11 | Kristian Kolby      |                                 | Reed de eerste acht races                    |
| Conquest Racing      | 11 | Matt Halliday       | Reed alleen in Californië       |                                              |
| Conquest Racing      | 21 | Matt Halliday       | Mi-Jack                         | Reed in Milwaukee t/m Laguna Seca            |
| Conquest Racing      | 21 | Nilton Rossoni      |                                 | Reed alleen in Monterrey                     |
| Dorricott Racing     | 30 | Townsend Bell       | DirecWay                        |                                              |
| Dorricott Racing     | 31 | Damien Faulkner     |                                 |                                              |
| Dorricott Racing     | 32 | Jon Fogarty         | Thomas Fogarty Winery           | Reed niet in Toronto, Mid-Ohio en Californië |
| Dorricott Racing     | 32 | Geoff Boss          | Thomas Fogarty Winery           | Reed in Toronto en Mid-Ohio                  |
| Indy Regency Racing  | 12 | Cory Witherill      | WSA Healthcare / Casino Morongo | Reed niet in Texas                           |
| Mexpro Racing        | 15 | Rudy Junco jr.      | Starlight Diamonds              |                                              |
| Mexpro Racing        | 16 | Derek Higgins       | Starlight Diamonds              |                                              |
| PacWest Lights       | 1  | Dan Wheldon         | Gemstart                        |                                              |
| PacWest Lights       | 17 | Mario Domínguez     | del Valle / Corona              |                                              |
| Roquin Motorsports   | 64 | Rolando Quintanilla | Telmex                          |                                              |
| Roquin Motorsports   | 65 | Luis Díaz           | Telmex                          |                                              |

## Races
| Race | Datum       | Circuit                        | Locatie           |
| ---- | ----------- | ------------------------------ | ----------------- |
| 1    | 11 Maart    | Fundidora Park                 | Monterrey, Mexico |
| 2    | 8 April     | Long Beach street circuit      | Long Beach, CA    |
| 3    | 28 April    | Texas Motor Speedway           | Fort Worth, TX    |
| 4    | 3 Juni      | Milwaukee Mile                 | West Allis, WI    |
| 5    | 24 Juni     | Portland International Raceway | Portland, OR      |
| 6    | 8 Juli      | Kansas Speedway                | Kansas, KS        |
| 7    | 15 Juli     | Exhibition Place               | Toronto, ON       |
| 8    | 12 Augustus | Mid-Ohio Sports Car Course     | Lexington, OH     |
| 9    | 26 Augustus | Gateway International Raceway  | Madison, IL       |
| 10   | 5 Oktober   | Road Atlanta                   | Braselton, GE     |
| 11   | 14 Oktober  | Laguna Seca Raceway            | Monterey, CA      |
| 12   | 4 November  | California Speedway            | Fontana, CA       |

## Race resultaten
| Race | Race naam   | Pole positie    | Snelste ronde   | Meeste ronden aan de leiding | Winnende rijder | Winnende team    |
| ---- | ----------- | --------------- | --------------- | ---------------------------- | --------------- | ---------------- |
| 1    | Monterrey   | Derek Higgins   | Mario Domínguez | Derek Higgins                | Derek Higgins   | Mexpro Racing    |
| 2    | Long Beach  | Mario Domínguez | Townsend Bell   | Dan Wheldon                  | Townsend Bell   | Dorricott Racing |
| 3    | Texas       | Damien Faulkner | Jon Fogarty     | Damien Faulkner              | Damien Faulkner | Dorricott Racing |
| 4    | Milwaukee   | Townsend Bell   | Townsend Bell   | Townsend Bell                | Townsend Bell   | Dorricott Racing |
| 5    | Portland    | Townsend Bell   | Townsend Bell   | Damien Faulkner              | Damien Faulkner | Dorricott Racing |
| 6    | Kansas      | Mario Domínguez | Damien Faulkner | Townsend Bell                | Kristian Kolby  | Conquest Racing  |
| 7    | Toronto     | Townsend Bell   | Townsend Bell   | Townsend Bell                | Townsend Bell   | Dorricott Racing |
| 8    | Ohio        | Townsend Bell   | Townsend Bell   | Townsend Bell                | Townsend Bell   | Dorricott Racing |
| 9    | Gateway     | Townsend Bell   | Dan Wheldon     | Townsend Bell                | Dan Wheldon     | PacWest Lights   |
| 10   | Georgia     | Townsend Bell   | Jon Fogarty     | Townsend Bell                | Dan Wheldon     | PacWest Lights   |
| 11   | Laguna Seca | Townsend Bell   | Luis Díaz       | Townsend Bell                | Townsend Bell   | Dorricott Racing |
| 12   | Californië  | Townsend Bell   | Mario Domínguez | Townsend Bell                | Townsend Bell   | Dorricott Racing |

## Uitslagen
| Pos | Rijder              | MTY | LGB | TXS | MIL | POR | KAN | TOR | MDO | GTY | ATL | LAG | FON | Punten |
| --- | ------------------- | --- | --- | --- | --- | --- | --- | --- | --- | --- | --- | --- | --- | ------ |
| 1   | Townsend Bell       | 2   | 1   | 8   | 1*1 | 6   | 5*  | 1*  | 1*  | 9*1 | 2*  | 1*  | 1*1 | 193    |
| 2   | Dan Wheldon         | 5   | 2*  | 10  | 3   | 10  | 3   | 7   | 2   | 1   | 1   | 5   | 2   | 149    |
| 3   | Damien Faulkner     | 7   | 13  | 1*  | 7   | 1*  | 2   | 3   | 3   | 5   | 3   | 4   | 7   | 141    |
| 4   | Mario Domínguez     | 4   | 4   | 6   | 2   | 11  | 10  | 2   | 6   | 2   | 4   | 10  | 5   | 120    |
| 5   | Derek Higgins       | 1*  | 3   | 2   | DNS | 3   | 11  | 9   | 12  | 4   | 6   | 6   | 4   | 113    |
| 6   | Matt Halliday       |     |     |     | 9   | 4   | 4   | 4   | 5   | 3   | 8   | 7   | 3   | 89     |
| 7   | Luis Díaz           | 11  | 9   | 4   | 4   | 9   | 7   | 5   | 11  | 6   | 7   | 3   | 6   | 88     |
| 8   | Kristian Kolby      | 6   | 5   | 3   | 6   | 8   | 1   | 10  | 4   |     |     |     |     | 80     |
| 9   | Rudy Junco, Jr.     | 8   | 8   | 7   | 5   | 2   | 9   |     | 7   | 7   |     | 9   | 8   | 67     |
| 10  | Rolando Quintanilla | 10  | 11  | 5   | 8   | 5   | 8   | 8   | 9   | 8   | 9   | 8   | 9   | 62     |
| 11  | Jon Fogarty         | 3   | 12  | 9   | 10  |     |     |     |     |     | 5   | 2   |     | 48     |
| 12  | Cory Witherill      | 9   | 7   |     | 11  | 7   | 6   | 11  | 8   | 10  | 10  | 11  | 10  | 44     |
| 13  | Geoff Boss          |     |     |     |     |     |     | 6   | 10  |     |     |     |     | 11     |
| 14  | Andy Booth          |     | 6   |     |     |     |     |     |     |     |     |     |     | 8      |
| 15  | Larry Mason         |     | 10  |     |     |     |     |     |     |     |     |     |     | 3      |
| 16  | Nilton Rossoni      | 12  |     |     |     |     |     |     |     |     |     |     |     | 1      |
| Pos | Rijder              | MTY | LGB | TXS | MIL | POR | KAN | TOR | MDO | GTY | ATL | LAG | FON | Punten |

| Kleur       | Resultaat                       |
| ----------- | ------------------------------- |
| Goud        | Winnaar                         |
| Zilver      | 2de plaats                      |
| Brons       | 3de plaats                      |
| Groen       | 4de en 5de plaats               |
| Lichtblauw  | 6de–10de plaats                 |
| Donkerblauw | Gefinisht (buiten de Top 10)    |
| Paars       | Niet gefinisht                  |
| Rood        | Niet gekwalificeerd (DNQ)       |
| Bruin       | Teruggetrokken (Wth)            |
| Zwart       | Gediskwalificeerd (DSQ)         |
| Wit         | Niet Gestart (DNS)              |
| Blank       | Nam geen deel aan de race (DNP) |
| Blank       | Niet geracet                    |

| Toegevoegde info    |                                                      |
| vet                 | Pole positie (1 punt)                                |
| cursief             | Snelste ronde                                        |
| *                   | Meeste ronden aan de leiding (2 punten)              |
| 1                   | Kwalificatie geannuleerd geen bonuspunten uitgedeeld |
| Rookie van het Jaar |                                                      |
| Rookie              |                                                      |

| Kleur       | Resultaat                       |
| ----------- | ------------------------------- |
| Goud        | Winnaar                         |
| Zilver      | 2de plaats                      |
| Brons       | 3de plaats                      |
| Groen       | 4de en 5de plaats               |
| Lichtblauw  | 6de–10de plaats                 |
| Donkerblauw | Gefinisht (buiten de Top 10)    |
| Paars       | Niet gefinisht                  |
| Rood        | Niet gekwalificeerd (DNQ)       |
| Bruin       | Teruggetrokken (Wth)            |
| Zwart       | Gediskwalificeerd (DSQ)         |
| Wit         | Niet Gestart (DNS)              |
| Blank       | Nam geen deel aan de race (DNP) |
| Blank       | Niet geracet                    |

| Toegevoegde info    |                                                      |
| vet                 | Pole positie (1 punt)                                |
| cursief             | Snelste ronde                                        |
| *                   | Meeste ronden aan de leiding (2 punten)              |
| 1                   | Kwalificatie geannuleerd geen bonuspunten uitgedeeld |
| Rookie van het Jaar |                                                      |
| Rookie              |                                                      |

| Positie | 1  | 2  | 3  | 4  | 5  | 6 | 7 | 8 | 9 | 10 | 11 | 12 |
| ------- | -- | -- | -- | -- | -- | - | - | - | - | -- | -- | -- |
| Punten  | 20 | 16 | 14 | 12 | 10 | 8 | 6 | 5 | 4 | 3  | 2  | 1  |

1986 ·
1987 ·
1988 ·
1989 ·
1990 ·
1991 ·
1992 ·
1993 ·
1994 ·
1995 ·
1996 ·
1997 · 
1998 ·
1999 ·
2000 ·
2001 ·
2002 ·
2003 ·
2004 ·
2005 ·
2006 ·
2007 ·
2008 ·
2009 ·
2010 ·
2011 ·
2012 ·
2013 ·
2014 ·
2015 ·
2016 ·
2017 ·
2018 ·
2019 ·
2020 ·
2021 ·
2022 ·
2023 ·
2024 ·
2025

Lijst van coureurs